# Mastohpatakiks
Mastohpatakiks (Ma-stoh'-pa-ta-kīks, =raven bearers/, jedno od tajnih društava Ikunuhkahtsi (All Comrades) kod Indijanaca Piegan iz konfederacije Blackfoot. Navodi je Grinnell u Blackfoot Lodge Tales, 221, 1892.